# Clivus Multrum

Toilette à compost Clivus Multrum avec compartiment à compost séparé et incliné.

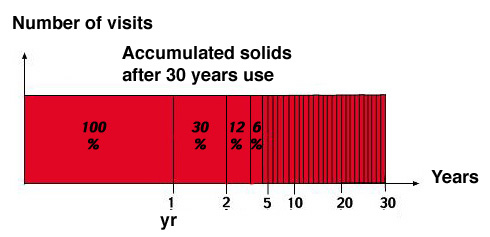
Solides accumulés après 30 ans dans un Clivus Multrum

Clivus Multrum est un type de toilettes à compost et le nom d'une entreprise qui commercialise cette marque de toilettes à compost. " Clivus " est le mot latin pour l'inclinaison ou la pente; « multrum » est un mot composite suédois qui signifie « salle de compost ».
Le premier prototype est construit en 1939 à Tyresö, en Suède, par le professeur d'art Rikard Lindström, qui possédait une propriété sur la mer Baltique à Stockholm, en Suède. Lindström construit un réservoir en béton à chambre unique, avec fond incliné et cheminée, pour l'élimination des déchets de cuisine et de toilettes. Il a fonctionné pendant plusieurs décennies et a finalement été breveté en 1962. En 1964, le premier modèle commercial est construit en fibre de verre.
Dans les années 1970, Abby Rockefeller (en), aux États-Unis, prit connaissance de l'idée et voulut acheter un système, mais on lui dit qu'ils n'étaient pas à vendre faute de support technique. En 1973, Rockefeller fonda Clivus Multrum, Inc. dans le Massachusetts sous licence de Lindström pour commercialiser ses toilettes à compost. La marque de toilettes à compost Clivus Multrum est commercialisée dans le monde entier.
Clivus Multrum a aujourd'hui conçu un certain nombre de prototypes et de tailles différents. Le processus est présenté comme un compostage fermé à long terme et se caractérise comme étant sans odeur, nécessitant peu d'entretien et capable de produire un engrais propre et exempt d'agents pathogènes pouvant être utilisé en agriculture[réf. nécessaire].